# اسکوشیا پلازا
اسکوشیا پلازا (انگلیسی: Scotia Plaza) یک آسمان‌خراش تجاری در شهر تورنتو، انتاریو، کانادا ا) است. در منطقه اقتصادی، تورنتو مرکز شهر تورنتو است که با خیابان یانگ در شرق، خیابان خیابان کینگ (تورنتو) در جنوب، خیابان بی در غرب و خیابان آدلاید غربی در شمال هم‌مرز است.